# Леб'яжинський
Леб'яжинський (рос. Лебяжинский) — селище у Чистоозерному районі Новосибірської області Російської Федерації.
Входить до складу муніципального утворення Табулгінська сільрада. Населення становить 1 особа (2010).

## Історія
Згідно із законом від 2 червня 2004 року органом місцевого самоврядування є Табулгінська сільрада.

## Населення
| 2002 | 2007 | 2010 |
| ---- | ---- | ---- |
| 48   | ↘7   | ↘1   |